# Pierre Berloquin
Pierre Berloquin (né le 3 février 1939 à Tours, France) est ingénieur de formation, écrivain, créateur de casse-têtes, de jeux de société et de jeux multimédia, ludographe, scénographe et créateur-consultant français.
Après des études à l'École des mines de Paris,, il exerce comme ingénieur, consultant en innovations et professeur en même temps qu'il devient rapidement un spécialiste réputé des jeux logiques et mathématiques.

## Créateur consultant
En parallèle de ses propres productions, il travaille sur la théorie et la pratique de la créativité ainsi que sur la création concertée. 
Il anime des stages de formation et des chantiers de recherche d'idées et de résolution de problèmes dans l'industrie et dans la communication.
Il a été gestionnaire des sociétés Euris, Créalude ainsi que du Centre de Formation et d'Innovation.
Il a produit une synthèse de la sérendipité et de la créativité lors de la contribution "Briser le Toit de la Maison" présentée à la décade " La sérendipité dans les sciences, les arts et la décision" de juillet 2009 à Cerisy.

## «Ludographe»
C'est Pierre Berloquin qui crée ce nom en 1975. Il exerce effectivement comme ludographe dans de nombreux domaines :
- plus de 50 livres consacrés aux jeux chez Stock, Le Livre de poche, Flammarion, Balland, Bayard, Marabout, Acropole, Scribner, Dunod, Barnes & Noble, Sterling Publishing, Pocket, L'Archipel, Michel Lafon, Le Seuil, Hachette Jeunesse ;
- rubriques de jeu de réflexion dans Le Monde, Science et Vie, Le Figaro, Le Point[2] ;
- création de jeux de société : Zodiac, Hept, Colin-Miroir, Révolution, Portrait Massacre, etc. ;

- directeur de collection chez l'éditeur de jeux Edmond Dujardin ;
- création avec Alain Ledoux du magazine Jeux et Stratégie[2] ;
- création du jeu de l'émission télévisée Italiques ;
- création avec Simon Monceau du jeu La Fortune du pot sur France Inter ;
- création du premier Concours d'invention de jeux en 1977, manifestation poursuivie annuellement depuis ;
- création d’une collection de jeux d’extérieur : les Ludiles (parc de Vitré, parcs VVF) ;
- jeux informatiques depuis 1982 sur diverses plateformes et Internet ;
- conception et développement du site de jeux de réflexion Crealude ;
- nombreuses créations dans des lieux publics (muséographie).

## Logiciels
- 1982 Naja 2, animations alphabétiques interactives sur Apple][
- 1983 Moderato Computabile, éditeur musical graphique sur Apple][
- 1984 Extasie, éditeur graphique sur Apple][
- 1985 Time City, premier jeu vidéo en réseau avec avatars
- 1992 Mind Run, tests psychologiques sur Amiga
- 1994 Alpha Folies, Digi Folies, Type Fest
- 1995 Word War 5

Réseau de tests d'embauches de la RATP
- 1997 Active Tests, divertissements psychologiques sur microsoft.fr
- F.O.C.U.S. gestion des comptoirs Fuji Film en grandes surfaces
- Dix Mille, tirages poétiques sur le net avec Roland Moreno
- 2000-2012 Créalude, jeux de réflexion et graphiques
- 2013 Elève Profileur, test d'évaluation des potentiels des enfants et pré-adolescents, avec l'Université René Descartes pour la Fondation Bellon
- 2014 Creative Profiler, batterie d'évaluation des potentiels créatifs en entreprise, pour le laboratoire LATI, Université René Descartes

## Organisation d'événements
Pierre Berloquin crée en 1977, avec Simon Monceau, le premier festival de jeux, à Boulogne-Billancourt. Ce concept a été repris depuis par plusieurs villes : Cannes, Besançon, Parthenay. Il crée en 1984 le premier festival de jeux vidéo, le « Ludeo », au Centre international de communication de La Défense. En 1985, il crée pour le CNET le premier jeu de réseau vidéo en temps réel : Time City / Rencontre dans la ville, présenté et expérimenté notamment au centre Georges-Pompidou et au Futuroscope.
À l'ouverture de la Cité des sciences et de l'industrie, à partir de 1987, il crée et met en œuvre une douzaine de postes ludiques et pédagogiques : Promenade dans la ville, La machine de Turing, etc. Toujours à la Cité des sciences et de l'industrie, il crée et met en œuvre la présentation interactive du premier combat de robots en temps réel : Dédale.
À l'ouverture du Futuroscope, il crée et met en œuvre des postes interactifs, dont un poste multi-utilisateur. Au musée d'histoire de Washington, il crée une borne donnant la possibilité de signer, comme un père fondateur, la création des États-Unis.